# Denise Letourneur
Denise Letourneur (* 1923 in Genf; † 1984 in Lausanne) war eine Schweizer Musikerin.

## Leben
Denise Letourneur stammte aus einer Familie in Genf, die ihr früh ermöglichte, ein Musikinstrument zu erlernen. Sie machte in ihrer Jugendzeit als Solistin mit dem Akkordeon auf sich aufmerksam. Als beide Eltern früh starben, kam sie in ein Waisenhaus, wo man ihr das Musizieren untersagte. Nach einer Zeit als Haushaltshilfe in der Deutschschweiz arbeitete sie im Haus eines strengen evangelischen Pastors, und seit ihrer ersten Heirat 1944 wurde sie in verschiedenen Partnerschaften Opfer häuslicher Gewalt, wie sie ihrer Biographin anvertraute. An ihrem zwischenzeitlichen Wohnort Payerne und später in Lausanne lebte sie von Gelegenheitsarbeiten, bis sie 1954 wieder zur Musik fand. Sie kam dank ihrem Können zu einer Anstellung als Hausmusikerin im Hotel Suisse, widmete sich daneben dem Musikunterricht und begann zudem zu komponieren. Später arbeitete sie als Akkordeonistin vorwiegend im traditionsreichen Gasthof Café du Grütli an der Place de la Palud in der Altstadt von Lausanne. Im Alter von 61 Jahren starb Denise Letourneur in Lausanne.

## Rezeption
Die schwierige und zeitweise unglückliche Lebensgeschichte der Denise Letourneur stellte die Schweizer Schriftstellerin Anne Cuneo, die selbst auch in Waisenhäusern aufgewachsen war, nach persönlichen Gesprächen im biographischen Roman Le Piano du pauvre. La vie de Denise Letourneur, musicienne dar und machte die Frau so noch zu Lebzeiten einer breiten Öffentlichkeit bekannt.
Die französische Schauspielerin und Regisseurin Dominique Valentin und die flämische Dramaturgin Marianne Van Kerkhoven inszenierten das Schicksal der Musikerin 1979 im Theaterstück La Vie de Denise Letourneur.